# Georg Pfaff
Georg Philip Pfaff (28. august 1886 i Kostræde ved Køng – 11. maj 1954 i København) var en dansk arkitekt, der primært arbejdede for Hæren.
Georg Pfaff var søn af lærer, husflidskonsulent Christian Georg Willemoes Pfaff og Rosa f. Petersen. Han blev tømrersvend 1907 og gik på Kunstakademiet fra september 1909. Han tog afgang fra bygningsteknisk skole 1912 og fra Kunstakademiets Arkitektskole i januar 1924. Han modtog K.A. Larssens legat 1913 og 1920. 
Han blev ansat ved firmaet Danalith 1911, ved Ingeniørkorpsets Bygningstjeneste 1913-18 og ved Hærens Bygningstjeneste fra 1920, fra 1947 som ledende arkitekt. Pfaff var tillige sekretær i Akademisk Arkitektforenings udstillingsudrvalg 1929-38, sekretær og kasserer i Akademisk Arkitektforenings sektion af arkitekter ansatte i stat og kommuner 1932-36, formand 1938-42 og medlem af Akademisk Arkitektforenings bestyrelse 1936-40. Han var Ridder af Dannebrog.
Han udstillede på Charlottenborg Forårsudstilling 1913, 1928, 1931 og 1936-37. 
Pfaff rejste i Tyskland, Schweiz og Italien 1907, i Rusland 1911, i Spanien og Italien 1913 og igen i Italien 1920 og 1939.
Pfaff giftede sig 30. oktober 1917 i Roskilde med Poula Boline Löppenthin Galschiøt (10. december 1888 i Slagelse – 4. august 1973), datter af fuldmægtig, senere regnskabsfører Peter Marie Seidelin Galschiøt og Anna Marie f. Löppenthin.

## Værker
- Restaurering af Frederiksberg Slotskirke (1926-31, sammen med oberst Niels Maare)
- Enfamiliehus, Søholm Park 2/Lyngbyvej 209, Hellerup (1930)
- Fodfolkspionerkaserne i Tønder (1934-36)
- Fodfolkskaserner i Fredericia (1935-37) og Høvelte (1939-42)
- Gardehusarkasernen i Næstved, Skyttemarksvej 137, Næstved (1938-40)
- Ombygning af Landmandsbankens afdeling, Strandvejen 80, København (1938)
- Jægersprislejren
- Almegårdslejren

### Projekter
- Rekonstruktion af Christian 4.s bygninger på Slotsholmen (udstillet 1928 i Tøjhusmuseet)
- Rekonstruktion af Frederiksberg Slot i dets ældste skikkelse